# جامعة الأقصر
جامعة الأقصر هي جامعة حكومية مصرية في تقع في مدينتي الأقصر وطيبة الجديدة بمحافظة الأقصر انقساماً من جامعة جنوب الوادي. وكانت تسمي في السابق جامعة جنوب الوادي فرع الأقصر ثم إستقلت بإسمها الحالي.

## التاريخ
في 25 سبتمبر عام 2019 انتهى المجلس الأعلى للجامعات لتحويل فرع الأقصر التابع لجامعة جنوب الوادى لجامعة مستقلة، وذلك بعد إعداد وإرسال دراسة للدكتور خالد عبد الغفار وزير التعليم العالى والبحث العلمى، لتكون الأقصر لها جامعة خاصة بها لما تتميز به من مقومات مميزة في شتى المجالات السياحية والأثرية التي تؤهلها لتكون بها جامعة مستقلة، وصدر القرار 1481 لعام 2019 بإنشاء جامعة الأقصر.
في 25 من سبتمبر 2021، وافق المجلس الأعلى للجامعات على بدء الدراسة بكلية الطب جامعة الأقصر بنظام التحويل لعدد 50 طالب.

## رؤساء الجامعة
في 25 يونيو 2019، قرر وزير التعليم العالى والبحث العلمى القرار رقم 2110 تعيين الدكتور بدوى شحات بدوى أحمد الأستاذ بكلية الطب جامعة الأقصر والمشرف على الكلية للقيام بأعمال رئيس جامعة الأقصر لمدة عام.
في 25 سبتمبر 2020، أصدر رئيس الجمهورية قراراً بتعيين الدكتور محمد محجوب عزوز محجوب، عميد كلية العلوم بجامعة جنوب الوادى بقنا، رئيساً لجامعة الأقصر حتى بلوغه السن القانونية المقررة لانتهاء الخدمة في 16 يناير 2022.
في 1 أغسطس 2022، أصدر وزير التعليم العالي، قرارا بتكليف الدكتور حمدي محمد حسين، نائب رئيس جامعة الأقصر لشئون التعليم والطلاب، قائما بعمل رئيس الجامعة، اعتبارا ولحين صدور قرار جمهوري بتعيين رئيس جامعة.
في 10 نوفمبر 2024، أعلن وزير التعليم العالي والبحث العلمي، صدور قرار جمهوري بتعيين الدكتورة صابرين جابر عبدالجليل، رئيسًا لـ جامعة الأقصر.

## الحرم الجامعي

### مدينة طيبة الجديدة
يقع الحرم الجامعي بمدينة طيبة علي مساحة 100 فدان، ويضم:
- كلية العلوم وتضم ملعب متعدد الأغراض وعدة معامل منها؛ "معمل الكيمياء، الجيولوجيا، الفيزياء، النبات، ومعمل الحيوان"، ومكاتب إدارية وقاعات التدريس.[12]
- كلية التربية وتضم قاعة السيمنار ومعملي الكيمياء العضوية وغير العضوية، ومدرج وقاعات للتدريس ومكاتب إدارية، ومعلب متعدد الأغراض.[12]
- كلية الطب على مساحة 13 الف متر مربع ويضم مدرجات وقاعات التدريس، بالإضافة إلى فصول دراسية ومكاتب للعميد والوكلاء وأعضاء هيئة التدريس ومعاونيهم ومكاتب للإداريين ومعامل لقسم التشريح الآدمي ومعمل الفسيولوجي والهستولوجي والطفيليات والميكروبيولوجي والباثولوجي والفارماكولوجي والطب الشرعي والسموم الإكلينيكية والمكتبة، ومركزا للاختبارات الالكترونية بالإضافة إلى مباني للرعاية الطبية والخدمات ومسجد وكافتريا ومسطحات خضراء وجراج للسيارات خدمة العملية التعليمية بكلية الطب.[13]
- كلية طب الأسنان
- كلية الهندسة
- مستشفى جامعة الأقصر علي مساحة 5 فدان بطاقة 300 سرير، وفقًا لمعايير الرقابة والجودة الخاصة بمنظومة التأمين الصحي الشامل، وعلى أحدث النظم التكنولوجية.[14][15]

## الكليات
- كلية الحاسبات والمعلومات
- كلية الفنون الجميلة
- كلية الألسن
- كلية الآثار[16]
- كلية السياحة والفنادق[17]
- كلية التربية[18]
- كلية الطب
- كلية طب الأسنان
- كلية الهندسة
- كلية التمريض[19]
- كلية العلوم